# Alderley Edge
Alderley Edge ist ein Civil parish in Cheshire ca. 19 km südlich von Manchester. Die Gemeinde hat 4409 Einwohner (Stand 2001).

## Geschichte
1995 wurden hier 564 römische Münzen aus der Zeit zwischen 317 und 338 gefunden.
Im 13. Jahrhundert wird der Ortsname Chorlegh (später: Chorley) nördlich von Nether Alderley erstmals erwähnt. 
In der Bronzezeit sowie vom späten 17. Jahrhundert bis zum frühen 20. Jahrhundert wird in der Region Kupfer abgebaut.
1880 taufte die Manchester and Birmingham Railway zur Vermeidung mit dem nördlich von Manchester gelegenen Chorley den Bahnhof Alderley Edge Railway Station. „Edge“ bezieht sich auf eine triassische Sandsteinformation.

## Persönlichkeiten
In Alderley Edge geboren sind
- John Norman Collie (1859–1942), Chemiker, Bergsteiger und Entdecker
- Rushton Coulborn (1901–1968), Historiker

Alderley Edge war und ist beliebter Wohnort vor den Toren Manchesters, z. B. für:
- David Beckham (* 1975), Fußballspieler (wohnhaft bis 2003)
- Victoria Beckham (* 1974), Sängerin (wohnhaft bis 2003)
- Alan Garner (* 1934), Fantasyautor
- Bernard Sumner (* 1956), Rockmusiker